# Карбонат магнію
Карбона́т ма́гнію, ма́гній карбона́т — неорганічна сполука складу MgCO3. За звичайних умов є білими кристалами, що мають діамагнітні властивості.
У холодній воді він не розчиняється (ДР=6,82⋅10-6), а в гарячій переходить у гідроксокарбонат Mg2(OH)2CO3.
Застосовується у виготовленні вогнетривких матеріалів, пігментів. Використовується як харчовий додаток (E504).

## Поширення у природі

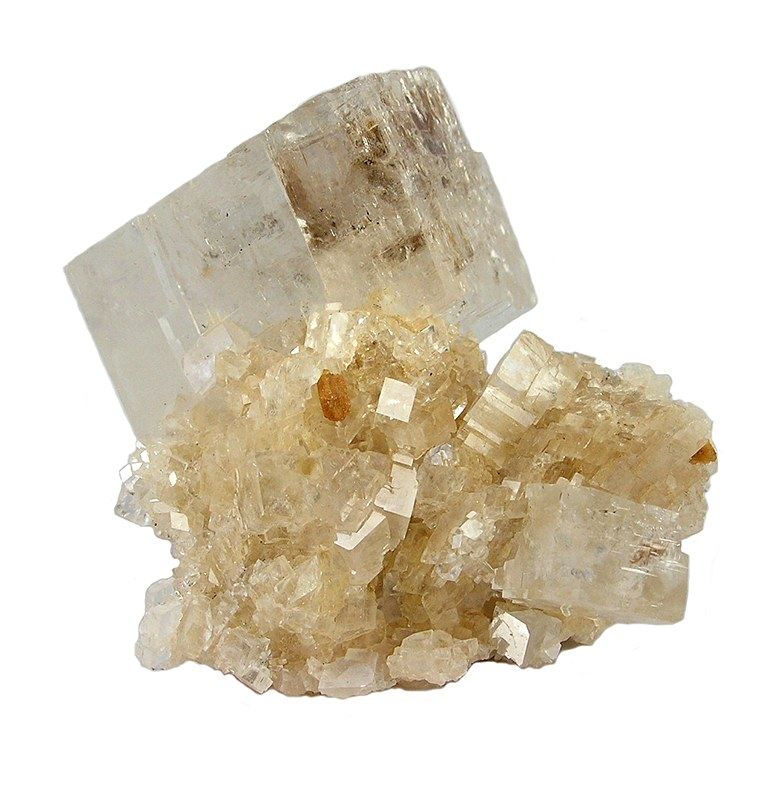
Магнезит

У земній корі карбонат магнію може перебувати у вільному стані, у формі кристалогідратів, а також у складі осно́вних і подвійних солей.
Чистому карбонату магнію відповідає мінерал магнезит. До кристалогідратів відносяться: баррингтоніт MgCO3·2H2O, несквегоніт MgCO3·3H2O і лансфордит MgCO3·5H2O.
До мінералів з осно́вним складом (суміш карбонату і гідроксиду магнію) належать: артиніт MgCO3·Mg(OH)2·3H2O, гідромагнезит 4MgCO3·Mg(OH)2·4H2O, дипінгіт 4MgCO3·Mg(OH)2·5H2O, йошикаваїт 4MgCO3·Mg(OH)2·8H2O.
Серед подвійних солей значне поширення має доломіт CaCO3·MgCO3 — разом з магнезитом він відноситься до основних джерел для отримання карбонату магнію, а також чистого магнію. До інших розповсюджених мінералів належать такі, що містять:
- спільний іон магнію: брейннерит (Mg,Fe)CO3, MgCO3·MgCl2·7H2O, MgCO3·MgBr2·7H2O, MgCO3·MgBr2·8H2O;
- спільний карбонат-іон: MgCO3·Na2CO3, MgCO3·K2CO3·8H2O, MgCO3·KHCO3·4H2O, MgCO3·NH4CO3·4H2O, MgCO3·Na2CO3.

## Отримання
Основним способом добування карбонату магнію є переробка мінеральної сировини.
До застосовуваних синтетичних способів належить, зокрема, обробка суспензії гідроксиду магнію вуглекислим газом під тиском 3,5—5 атм і за температури нижче 50 °C, внаслідок чого утворюється гідрокарбонат магнію, який потім прокалюють у струмені сухого повітря при 130 °C:
{\displaystyle \mathrm {Mg(OH)_{2}+2CO_{2}\longrightarrow Mg(HCO_{3})_{2}} }
{\displaystyle \mathrm {Mg(HCO_{3})_{2}{\xrightarrow {130^{o}C}}\ MgCO_{3}+CO_{2}+H_{2}O} }
Також застосовується метод, що полягає у взаємодії карбонатів з іншими солями магнію:
{\displaystyle \mathrm {MgSO_{4}+2KHCO_{3}\longrightarrow MgCO_{3}+K_{2}SO_{4}+H_{2}O+CO_{2}} }
{\displaystyle \mathrm {MgCl_{2}+CaCO_{3}\longrightarrow MgCO_{3}+CaCl_{2}} }
Такі реакції проводять в умовах високого тиску вуглекислого газу, оскільки безводний MgCO3 в інший спосіб виділити не вдається.

## Хімічні властивості
При нагріванні понад 350 °C карбонат магнію розкладається на оксид магнію і CO2
{\displaystyle \mathrm {MgCO_{3}{\xrightarrow {350-650^{o}C}}\ MgO+CO_{2}} }
У воді він не розчинний, однак при дії вуглекислого газу може утворювати розчинний гідрокарбонат, який зумовлює наявність тимчасової твердості води та руйнується при кипінні:
{\displaystyle \mathrm {MgCO_{3}+CO_{2}+H_{2}O\rightleftarrows Mg(HCO_{3})_{2}} }
У гарячій воді він також може утворювати гідроксокарбонат, який із часом, у присутності вуглекислого газу, розкладається до вихідного карбонату:
{\displaystyle \mathrm {2MgCO_{3}+H_{2}O\rightleftarrows Mg_{2}(OH)_{2}CO_{3}+CO_{2}} }
Як й інші карбонати, MgCO3 є нестійким до дії кислот:
{\displaystyle \mathrm {MgCO_{3}+2HF\longrightarrow MgF_{2}+H_{2}O+CO_{2}} }
{\displaystyle \mathrm {MgCO_{3}+2HCl\longrightarrow MgCl_{2}+H_{2}O+CO_{2}} }
{\displaystyle \mathrm {MgCO_{3}+2(NH_{4})_{2}SO_{4(conc.)}{\xrightarrow {t}}\ MgSO_{4}+2NH_{3}+H_{2}O+CO_{2}} }

## Застосування
Карбонат магнію застосовують у виготовленні вогнетривкої цегли, футеровки металургійних печей, цементу. Він є пігментом у фарбах, кераміці. Його добавки у пластик збільшують вогнестійкість матеріалу і зменшують димоутворення. Високочистий карбонат у медицині є препаратом антацидної дії.
У харчовій промисловості карбонат магнію відіграє роль фіксатора забарвлення, регулятора кислотності, антиспікаючого агента. У переліку харчових додатків він має код E504.